# Ochraethes nigropunctatus
Ochraethes nigropunctatus là một loài bọ cánh cứng trong họ Cerambycidae.